# Obere Mühle (Pressig)
Obere Mühle ist ein Gemeindeteil des Marktes Pressig im Landkreis Kronach (Oberfranken, Bayern).

## Geografie
Die Einöde liegt an der Haßlach und an der Bundesstraße 85. Sie bildet mit Rothenkirchen im Norden und mit der Hessenmühle im Süden eine geschlossene Siedlung.

## Geschichte
Gegen Ende des 18. Jahrhunderts gehörte Obere Mühle zur Realgemeinde Rothenkirchen. Das Hochgericht übte das bambergische Centamt Teuschnitz aus. Die Grundherrschaft über die Mahl- und Schneidmühle hatte das Kastenamt Rothenkirchen inne. Die Mühle wurde zu der Zeit auch Eidellothsmühle genannt.
Mit dem Gemeindeedikt wurde Obere Mühle dem 1808 gebildeten Steuerdistrikt Rothenkirchen und der 1818 gebildeten Ruralgemeinde Rothenkirchen zugewiesen. Am 1. Mai 1978 wurde Obere Mühle im Zuge der Gebietsreform in Bayern nach Pressig eingemeindet.

### Einwohnerentwicklung
| Jahr      | 001818 | 001861 | 001871 | 001885 | 001900 | 001925 | 001950 | 001961 | 001970 | 001987 |
| Einwohner | *      | 15     | 11     | *      | 14     | 7      | 10     | 11     | 13     | 4      |
| Häuser    | *      |        |        | *      | 1      | 1      | 1      | 1      |        | 1      |
| Quelle    | [ 5 ]  | [ 7 ]  | [ 8 ]  | [ 9 ]  | [ 10 ] | [ 11 ] | [ 12 ] | [ 13 ] | [ 14 ] | [ 1 ]  |

## Religion
Der Ort ist römisch-katholisch geprägt und nach St. Bartholomäus (Rothenkirchen) gepfarrt.